# 巴士底站
巴士底站（法語：Bastille）是法国巴黎地铁1号线、5号线和8号线共用的一个车站，位于巴黎四區、十一區與十二區的邊界，1號線月台於1900年7月19日启用，5號線月台於1906年12月17日啟用，8號線月台於1931年5月5日啟用。
5號線與8號線月台位於巴士底廣場之下，1號線月台位於聖馬丁運河之上。此處原是巴士底監獄，原是法國王室囚禁政治犯之處，於1789年7月14日被人民攻陷，此事件也被視為法國大革命的開端。監獄的原址現為巴士底廣場，廣場上有1830年建立的七月柱，巴士底歌劇院在此站附近。
本站5號線月台上有巴士底獄的遺跡與界線標記；1號線月台於1989年（法國大革命兩百週年）時於牆壁裝飾上革命相關藝術作品。

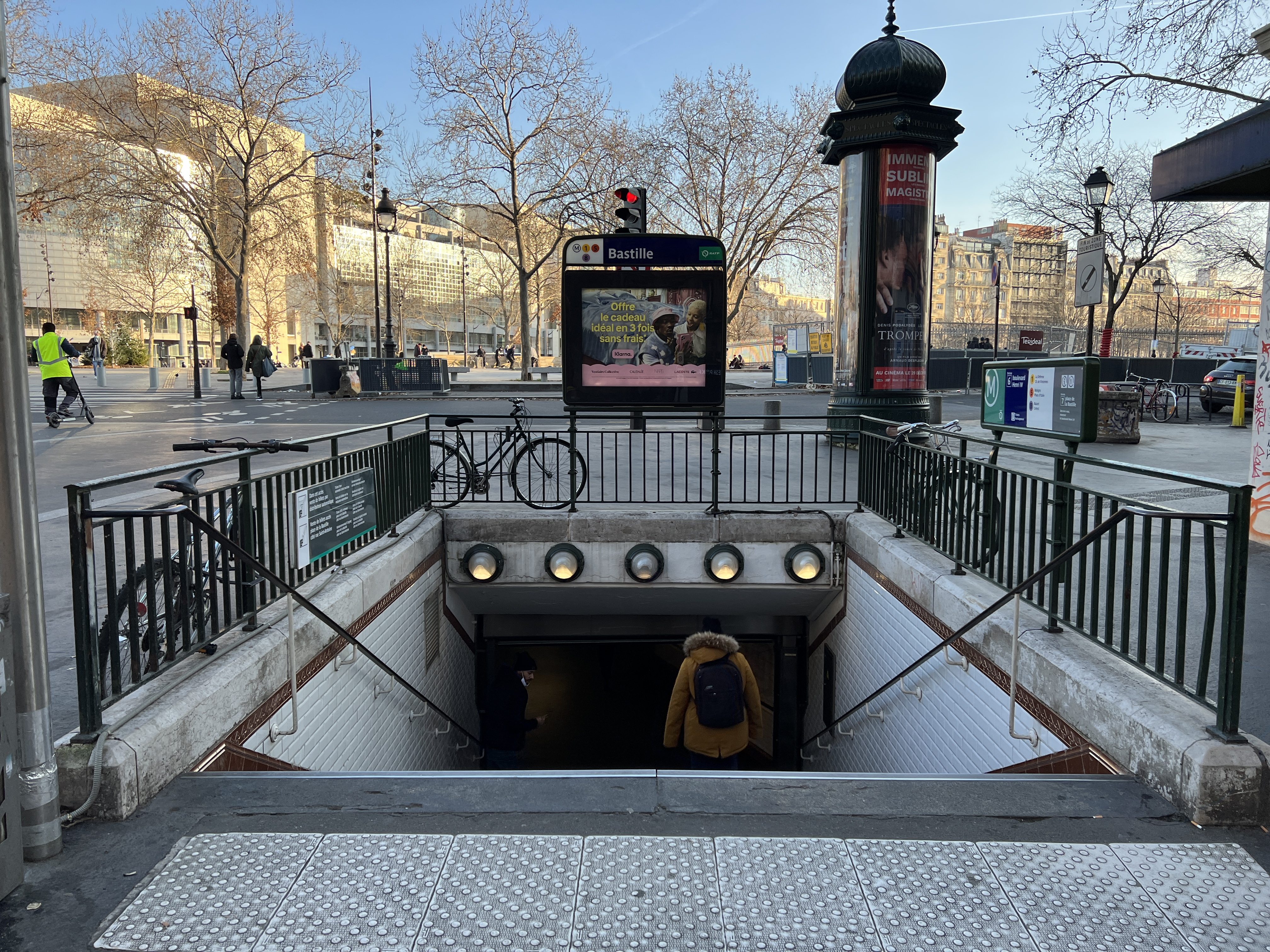
巴士底廣場上的入口 (2021年12月)

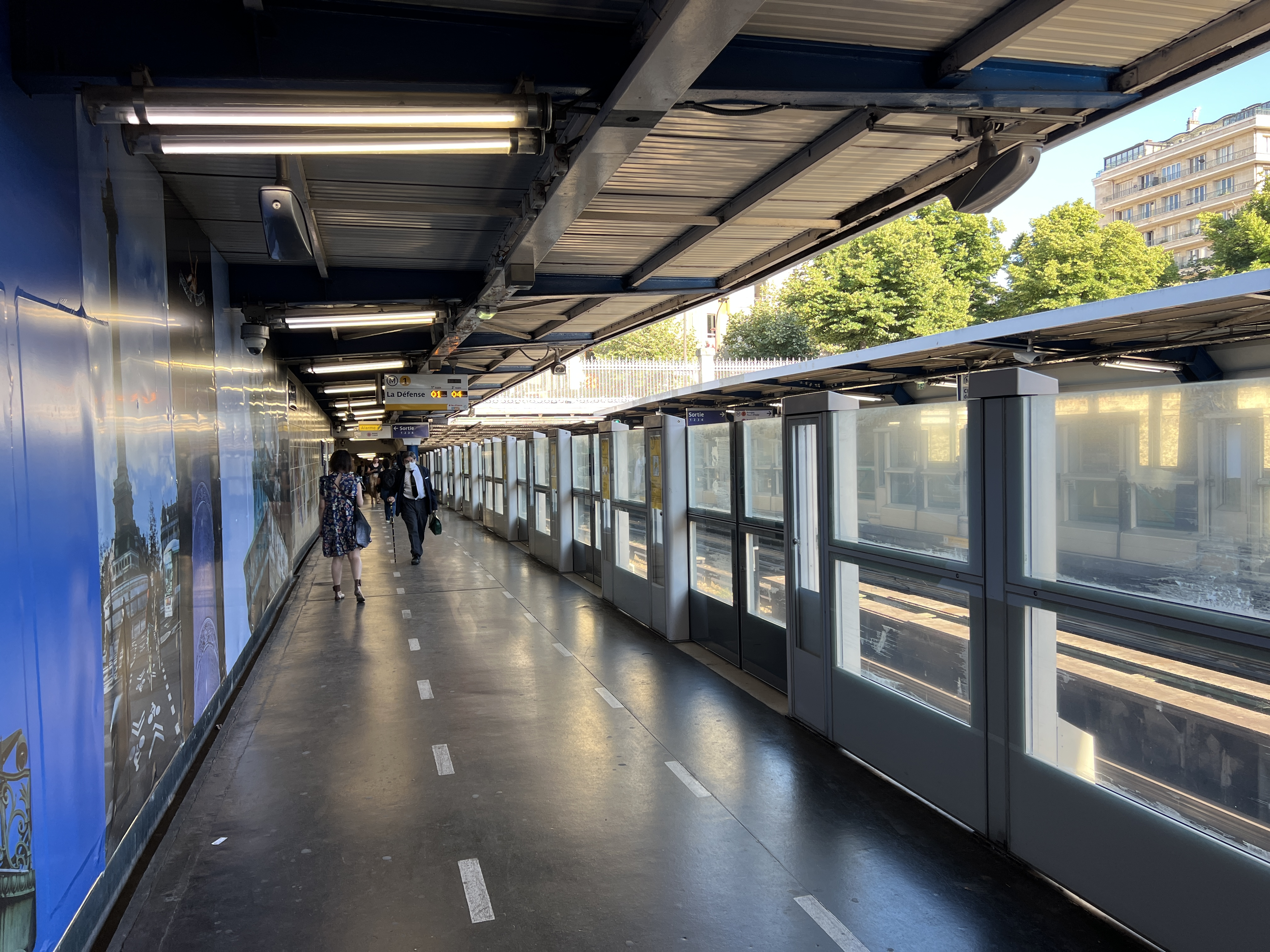
1號線月台 (2022年6月)

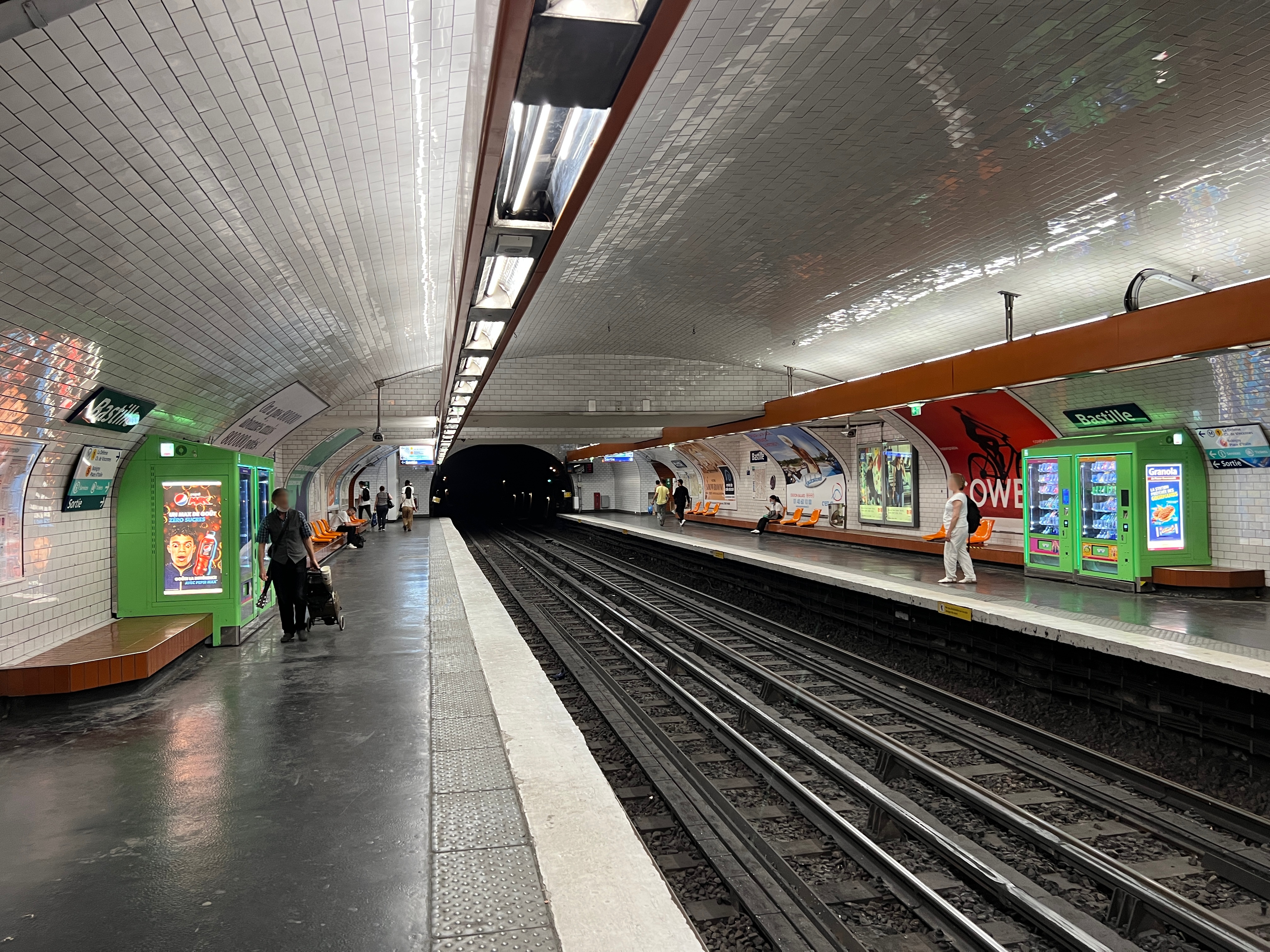
8號線月台 (2022年6月)

## 車站結構
| 1號線月台 | 設有月台幕門的側式月台，右側開門 | 設有月台幕門的側式月台，右側開門      |
| 1號線月台 | 西行                             | 往拉德芳斯（聖保羅）                  |
| 1號線月台 | 東行                             | 往文森城堡（里昂車站）                |
| 1號線月台 | 設有月台幕門的側式月台，右側開門 |                                       |
| 1F        | 月台連接夾層                     | 月台連接夾層                          |
| 街道      | 出入口                           | 出入口                                |
| B1        | 月台連接夾層                     | 月台連接夾層                          |
| 5號線月台 | 側式月台，右側開門               | 側式月台，右側開門                    |
| 5號線月台 | 南行                             | 往意大利廣場（拉佩河邊街）            |
| 5號線月台 | 北行                             | 往博比尼-巴勃羅·畢卡索（布雷格-薩本） |
| 5號線月台 | 側式月台，右側開門               |                                       |
| 8號線月台 | 側式月台，右側開門               | 側式月台，右側開門                    |
| 8號線月台 | 西行                             | 往巴拉（綠徑）                        |
| 8號線月台 | 東行                             | 往湖之角（勒杜-羅蘭）                 |
| 8號線月台 | 側式月台，右側開門               |                                       |